# 5. ročník udílení Cen Sdružení filmových a televizních herců
5. ročník udílení Cen Sdružení filmových a televizních herců se konal 7. března 1999 ve Shrine Auditorium v Los Angeles v Kalifornii. Ocenění se předalo nejlepším filmovým a televizním vystoupením v roce 1998. Nominace oznámili dne 26. ledna 1999 Salma Hayek a David Hyde Pierce. Ceremoniál vysílala stanice TNT. Speciální cenu získal Kirk Douglas.

## Vítězové a nominovaní
Tučně jsou označeni vítězové.

### Film
| Nejlepší mužský herecký výkon v hlavní roli | Nejlepší ženský herecký výkon v hlavní roli |
| --- | --- |
| - Roberto Benigni jako Guido Orefice – Život je krásný - Joseph Fiennes jako William Shakespeare – Zamilovaný Shakespeare - Tom Hanks kapitán John H. Miller – Zachraňte vojína Ryana - Ian McKellen jako James Whale – Bohové a monstra - Nick Nolte jako Wade Whitehouse– Utrpení | - Gwyneth Paltrow jako Viola de Lesseps – Zamilovaný Shakespeare - Cate Blanchett jako královna Alžběta – Královna Alžběta - Jane Horrocks jako LV – Tichý hlas - Meryl Streep jako Kate Gulden – Jediná správná věc - Emily Watson jako Jacqueline du Pré – Hilary a Jackie |
| Nejlepší mužský herecký výkon ve vedlejší roli | Nejlepší ženský herecký výkon ve vedlejší roli |
| - Robert Duvall jako Jerome Facher – Žaloba - James Coburn jako Glen Whitehouse – Utrpení - David Kelly jako Michael O'Sullivan – Nedovo zázračné vzkříšení - Geoffrey Rush jako Philip Henslowe – Zamilovaný Shakespeare - Billy Bob Thornton jako Jacob Mitchell – Jednoduchý plán | - Kathy Bates jako Libby Holden – Barvy moci - Brenda Blethyn jako Mari Hoff – Tichý hlas - Judi Dench jako královna Alžběta I. – Zamilovaný Shakespeare - Rachel Griffiths jako Hilary du Pré – Hilary a Jackie - Lynn Redgrave jako Hanna– Bohové a monstra                |
| Nejlepší obsazení ve filmu | |
| - Zamilovaný Shakespeare – Ben Affleck, Simon Callow, Jim Carter, Martin Clunes, Judi Dench, Joseph Fiennes, Daniel Brocklebank, Colin Firth, Gwyneth Paltrow, Geoffrey Rush, Antony Sher a Imelda Staunton - Život je krásný – Roberto Benigni, Nicoletta Braschi, Horst Buchholz, Sergio Bustric, Giorgio Cantarini, Amerigo Fontani, Giuliana Lojodice a Marisa Paredes - Tichý hlas – Annette Badland, Brenda Blethyn, Jim Broadbent, Michael Caine, Jane Horrocks, Philip Jackson a Ewan McGregor - Zachraňte vojína Ryana – Edward Burns, Matt Damon, Jeremy Davies, Vin Diesel, Adam Goldberg, Tom Hanks, Barry Pepper, Giovanni Ribisi a Tom Sizemore - Nedovo zázračné vzkříšení – Ian Bannen, Fionnula Flanagan, David Kelly, Susan Lynch a James Nesbitt | |

### Televize
| Nejlepší mužský herecký výkon v seriálu (drama) | Nejlepší ženský herecký výkon v seriálu (drama) |
| --- | --- |
| - Sam Waterson jako Jack McCoy – Zákon a pořádek - Dennis Franz jako Andy Sipowicz – Policie New York - David Duchovny jako Fox Mulder – Akta X - Anthony Edwards jako Mark Greene – Pohotovost - Jimmy Smits jako Bobby Simone –Policie New York | - Julianna Margulies jako Carol Hathaway – Pohotovost - Gillian Anderson jako Dana Scully – Akta X - Kim Delaney jako Diane Russell – Policie New York - Christine Lahti jako Kathryn Austin – Nemocnice Chicago Hope - Annie Potts jako Mary Elizabeth O'Brien Sims – Možná už zítra                           |
| Nejlepší mužský herecký výkon v seriálu (komedie) | Nejlepší ženský herecký výkon v seriálu (komedie) |
| - Michael J. Fox jako Mike Flaherty – Všichni starostovi muži - Kelsey Grammer jako Frasier Crane – Frasier - David Hyde Pierce jako Niles Crane – Frasier - Peter MacNicol jako John Cage – Ally McBealová - Jason Alexander jako George Constanza – Show Jerryho Seinfelda | - Tracey Ullman jako různé postavy – Tracey Takes On... - Lisa Kudrow jako Phoebe Bufetová – Přátelé - Calista Flockhart jako Ally McBeal – Ally McBealová - Julia Louis-Freyfus jako Elaine Benes – Show Jerryho Seinfelda - Amy Pietz jako Annie Spadaro – Caroline in the City                               |
| Nejlepší mužský herecký výkon v minisérii nebo TV filmu | Nejlepší ženský herecký výkon v minisérii nebo TV filmu |
| - Christopher Reeve jako Jason Kemp – Pohled z okna - Charles S. Dutton jako Charles Williams – Blind Faith - James Garner jako Norman Keane – Mezi námi právníky - Ben Kingsley jako Sweeney Todd – Oholený klenotník - Ray Liotta jako Frank Sinatra –Rat Pack - Stanley Tucci jako Walter Winchell – Winchell | - Angelina Jolie jako Gia Carangi – Gia - Ann-Margret jako Pamela Harrima – Life of the Party: The Pamela Harriman Story - Stockard Channing jako Rachel Luckman – The Baby Dance - Olympia Dukakis jako Anna Madrigal – More Tales of the City - Mary Steenburgen jako Sarah Elizabeth McCaffrey – About Sarah |
| Nejlepší obsazení (drama) | |
| - Pohotovost – George Clooney, Anthony Edwards, Laura Innes, Alex Kingston, Eriq La Salle, Julianna Margulies, Kellie Martin, Paul McCrane, Gloria Reuben a Noah Wyle - Zákon a pořádek – Benjamin Bratt, Angie Harmon, Steven Hill, Jesse L. Martin, Carey Lowell, Jerry Orbach a Sam Waterston - Policie New York – Gordon Clapp, Kim Delaney, Dennis Franz, Sharon Lawrence, James McDaniel, Jimmy Smits, Andrea Thompson a Nicholas Turturro - Advokáti – Michael Badalucco, Lara Flynn Boylová, Lisa Gay Hamilton, Steve Harris, Camryn Manheim, Dylan McDermott, Marla Sokoloff a Kelli Williams - Akta X – Gillian Anderson, William B. Davis, David Duchovny, Chris Owens, James Pickens Jr. a Mitch Pileggi | |
| Nejlepší obsazení (komedie) | |
| - Ally McBealová – Gil Bellows, Lisa Nicole Carson, Portia de Rossi, Calista Flockhart, Greg Germann, Jane Krakowski, Lucy Liu, Peter MacNicol, Vonda Shepard a Courtney Thorne-Smith - Takoví normální mimozemšťané – Jane Curtin, Joseph Gordon-Levitt, Kristen Johnston, Simbi Khali, Wayne Knight, John Lithgow, French Stewart a Elmarie Wendel - Frasier – Peri Gilpin, Kelsey Grammer, Jane Leeves, John Mahoney, David Hyde Pierce - Přátelé – Jennifer Aniston, Courteney Cox, Lisa Kudrow, Matt LeBlanc, Matthew Perry a David Schwimmer - Raymonda má každý rád – Peter Boyle, Brad Garrett, Patricia Heaton, Doris Roberts, Ray Romano a Madylin Sweeten                                                 | |